# 836
Évszázadok: 8. század – 9. század – 10. század
Évtizedek: 780-as évek – 790-es évek – 800-as évek – 810-es évek – 820-as évek – 830-as évek – 840-es évek – 850-es évek – 860-as évek – 870-es évek – 880-as évek
Évek: 831 – 832 – 833 – 834 –  835 – 836 – 837 – 838 – 839 – 840 – 841

## Események

### Európa
- Meghal Malamir bolgár kán. Utódja unokaöccse, a fiatal és tapasztalatlan Preszjan, akit Iszbul kavhan segít a kormányzásban.
- Sicard benevetói herceg békét köt Sorrento, Nápoly és Amalfi városaival és engedélyezi kereskedőik szabad áthaladását.
- A velencei főnemesek megelégelik Giovanni Participazio dózse önkényeskedéseit. Egyik este egy templom bejáratánál elfogják, tonzúrát nyírnak a fejére és bezárják Grado kolostorába. Utódjául Pietro Tradonicót választják meg.
- Egy járvány során meghal Lambert spoletói herceg. Utóda Berengár.
- A palermói muszlimok elfoglalnak néhány észak-szicíliai erődöt (köztük Tindari városát) és végigfosztogatják a Lipari-szigeteket.
- Fosztogató vikingek 35 hajóval partra szállnak a somerseti Carhampton városánál. Egbert wessexi király megtámadja őket, de visszaverik.

### Abbászida Kalifátus
- Mivel rendszeresek az összetűzések Bagdad lakossága és az általa toborzott türk katonák között, al-Mutaszim kalifa Bagdadtól 130 km-re északra új fővárost alapít, Szamarrát, amely 892-ig marad a kalifátus székhelye.

### Észak-Afrika
- Marokkóban meghal Muhammad ibn Idrísz idríszida emír. Utóda fia, Ali ibn Mumammad.
- I. Zijadat Alláh aglabida emír újjáépítteti a kairuáni nagymecsetet.

### Korea
- Meghal Hungdok, Silla királya. Mivel örököse nincs, a királyi dinasztia ágai között véres vetélkedés kezdődik. Miután vetélytársát meggyilkolják, Higang kerül a trónra.

## Születések
- Al-Musztaín, abbászida kalifa
- Fudzsivara no Motocune, japán régens (kampaku)
- Ibn al-Rúmí, arab költő
- Vej Csuang, kínai költő

## Halálozások
- Adalram, salzburgi érsek
- Hungdok, sillai király
- Lambert, spoletói herceg
- Malamir, bolgár kán
- Muhammad ibn Idrísz, idríszida emír

## Fordítás
- Ez a szócikk részben vagy egészben  a(z)   836 című angol Wikipédia-szócikk ezen változatának fordításán alapul.  Az eredeti cikk szerkesztőit annak laptörténete sorolja fel. Ez a jelzés csupán a megfogalmazás eredetét és a szerzői jogokat jelzi, nem szolgál a cikkben szereplő információk forrásmegjelöléseként.